# Nieuport 10
Nieuport 10 byl francouzský jednomotorový stíhací dvouplošník z období první světové války.

## Vznik
V lednu 1914 začal konstruktér Gustave Delage pracovat pro společnost Établissements Nieuport. Již v létě přišel s návrhem dvoumístného dvouplošníku Type X, který zamýšlel jako sportovní a závodní pro účast v letecké soutěži o Gordon Bennetův pohár. Typem X Delage založil koncepci rozvíjeneou během celé první světové války. Konstrukčně byl řešen jako malý dvousedadlový průzkumný dvouplošník s charakteristickými vzpěrami do „V“. Spodní křídlo mělo mnohem menší rozměry než horní dvounosníkové a díky tomu si letoun zachovával pevnost křídel dvouplošníků a zároveň získal stabilitu a dobrý výhled charakteristický pro hornoplošníky typu parasol. Tímto patentovaným uspořádáním nosné soustavy vznikl název jedenapůlplošník (sesquiplane).

## Vývoj
Po vypuknutí války byl Type X vyvíjen pro Aviation Militaire v celé řadě verzí. První vojenskou se stal Nieuport X.B připravovaný jako dvoumístný pozorovací. Tovární označení Type X.AV nesla podoba s pozorovatelem vpředu a pilotem za ním v kabině s dlouhým výřezem, X.AR měl opačné umístění posádky.
Verze Nieuport X A2 (také Nie.X A2, nebo Nie.10 A2) odpovídala X.AR s možností instalace kulometné výzbroje. Tu tvořil kulomet Hotchkiss nebo Lewis montovaný pevně na horní křídlo, střílející vpřed nad okruhem vrtule. U verze s pozorovatelem sedícím za pilotem byl kulomet instalován pohyblivě na kloubovém závěsu Eteve.

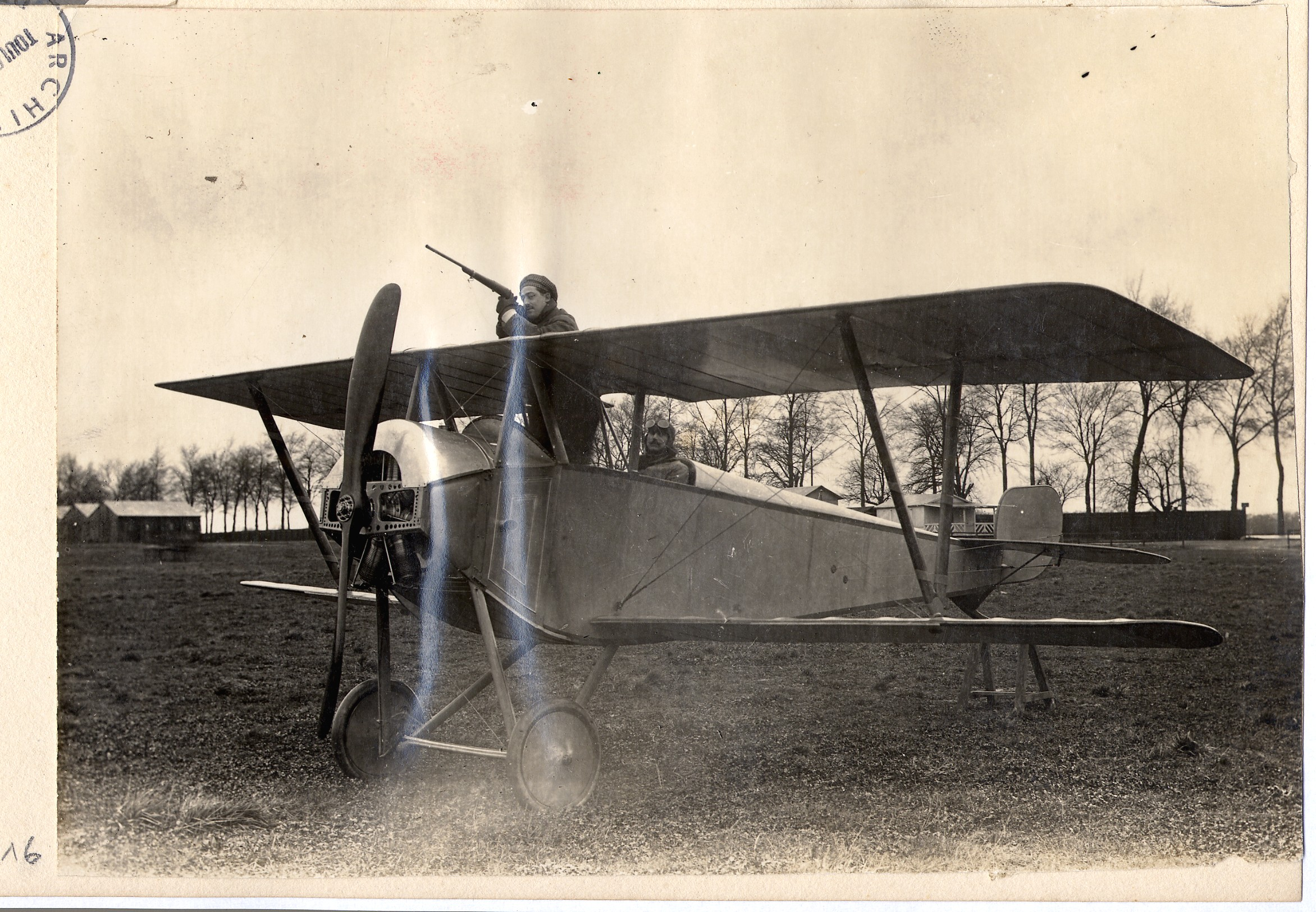
Prototyp letounu Nieuport X.B

Verze Nie.10 C1 byla jednomístná stíhací, ze které byl vyvinut pozdější typ Nieuport 11. Nejčastěji byly vyzbrojeny kulometem Lewis nad horním křídlem se spouští ovládanou pilotem pomocí bowdenu. Vznikl také cvičný dvoumístný Nie.10 E2, z něhož byly odvozeny speciální školní Nie.82 E2 a Nie.83 E2. Z Nie.10 vznikl také experimentální trojplošník.
Licenci na typ 10 zakoupila italská společnost Nieuport-Macchi, která je stavěla s vlastními úpravami ve velkých sériích. Dalším výrobcem „desítky“ se stala japonská Nakadžima, která produkovala Nie.83 E2 jako typ Ko-2. V Rusku se výrobou typu zabývaly továrny Duks a Lebeděv, které vyráběly jednomístné stíhací varianty s rotačními motory Le Rhône o výkonu 59 kW, Le Rhône o 81 kW, nebo Gnome Monosoupape s výkonem 74 kW. Standardní pohonnou jednotku francouzských Nie.10 všech verzí byl rotační devítiválec Le Rhône 9C o 59 kW s dvoulistou dřevěnou vrtulí Chauvière. Ojedinělé exempláře měly zabudovány sedmiválcové motory Gnome s identickým výkonem.

## Nasazení

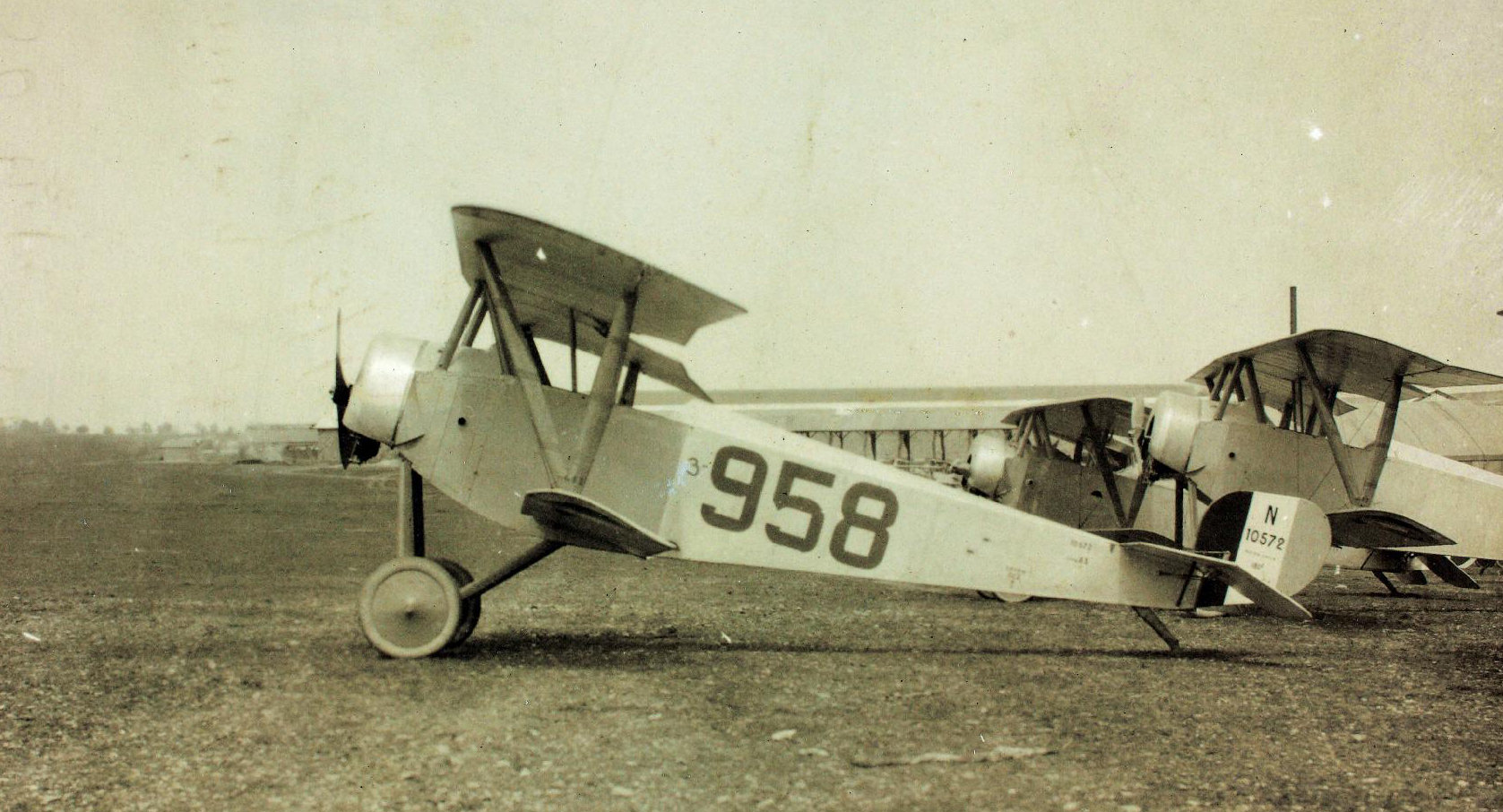
Cvičný Nieuport Nie.83 E2, USAS, Francie

Aviation Militaire od roku 1915 zařadilo letoun k escadrillám N3, N15, N23, N26, N31, N37, N38, N48, N49, N57, N65, N67, N68 a N69. Se strojem Nie.10 C1 (výr. č. 320) létal na západní frontě také Georges Guynemer, budoucí letecké eso.
Britské námořní letectvo operovalo s 38 kusy jednomístných Nie.10 u křídel č. 1, 3 a 4.
Belgické letectvo zařadilo Nie.10 k escadrillám č. 1, 2 a 3. Do bojů s nimi zasáhla rovněž smíšená belgicko-francouzská escadrille č. 674.
Italské letectvo používalo stroje od firmy Nieuport-Macchi u squadrglií č. 1, 2, 8, 70 a 71.
V carském Rusku byl typ vyráběn do roku 1918 a zařazen k jednotkám na severní, západní, jihozápadní a rumunské frontě. Po Říjnové revoluci sloužily u Rudého letectva do roku 1925.
V závěru války a po jejím ukončení se Nie.10 dostaly na Ukrajinu, do Finska, Brazílie, Portugalska, Srbska, Thajska a USA.
V operační službě u Aviation Militaire a RNAS vydržely asi do konce roku 1916, část pak létala ještě v roce 1917. Vyřazované stroje od bojových jednotek nalezly uplatnění jako školní. Zejména v Itálii se určitý počet dočkal poválečného civilního provozu u soukromníků.

## Specifikace

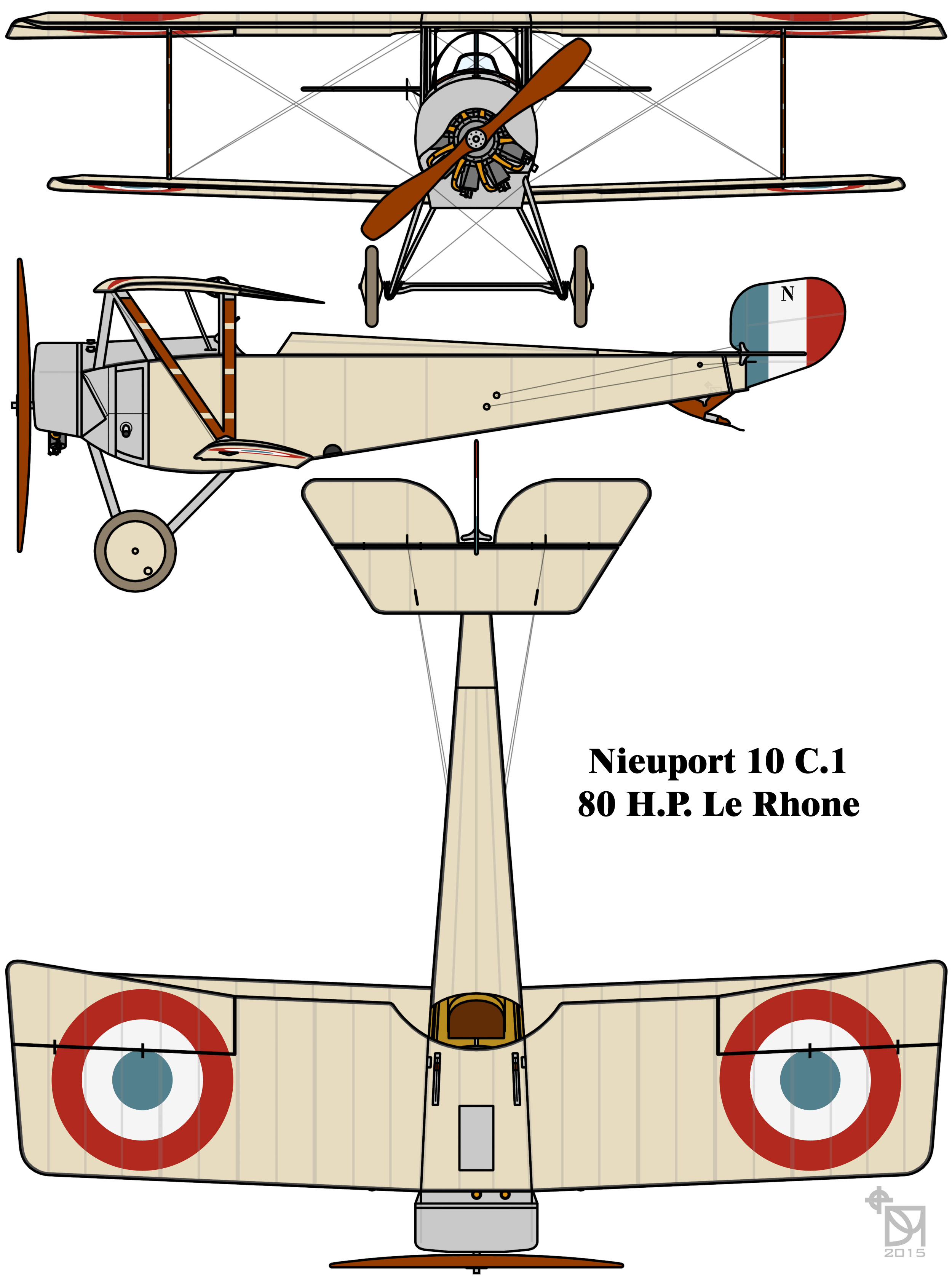
Nieuport 10 C.1

Údaje platí pro jednomístnou verzi

### Hlavní technické údaje
- Rozpětí: 8,03 m
- Délka: 6,88 m
- Výška: 2,35 m
- Plocha křídel: 18,00 m²
- Prázdná hmotnost: 415 kg
- Vzletová hmotnost : 660 kg

### Výkony
- Maximální rychlost u země: 140 km/h
- Výstup do 2000 m: 15 min
- Dostup: 4 570 m
- Vytrvalost: 2,5 h